# Betzdorf (Luxemburg)
Betzdorf (Luxemburgs: Betzder) is een gemeente in het Luxemburgse Kanton Grevenmacher. De gemeente heeft een totale oppervlakte van 26,08 km2 en ca. 4000 inwoners (2019). Betzdorf heeft een treinstation.
In kasteel Betzdorf zijn verschillende kinderen van groothertog Jean geboren: prinses Marie-Astrid (17 februari 1954), groothertog Henri (16 april 1955), prins Jean en prinses Margaretha (15 mei 1957) en prins Guillaume (1 mei 1963).
Het bedrijf SES S.A., 's werelds grootste satellietondernemer buiten de VS, heeft sinds 1986 zijn hoofdkantoor in kasteel Betzdorf.

## Plaatsen in de gemeente
- Berg
- Betzdorf
- Mensdorf
- Olingen
- Roodt-sur-Syre

## Demografie
| Jaar                              | 2001 | 2002 | 2003 | 2004 | 2005 |
| --------------------------------- | ---- | ---- | ---- | ---- | ---- |
| Inwoneraantal                     | 2369 | 2449 | 2576 | 2569 | 2587 |
| Opmerking: tellingen op 1 januari |      |      |      |      |      |

## Geboren
- Hendrik van Luxemburg (1955), groothertog van Luxemburg (2000-heden)

## Zie ook

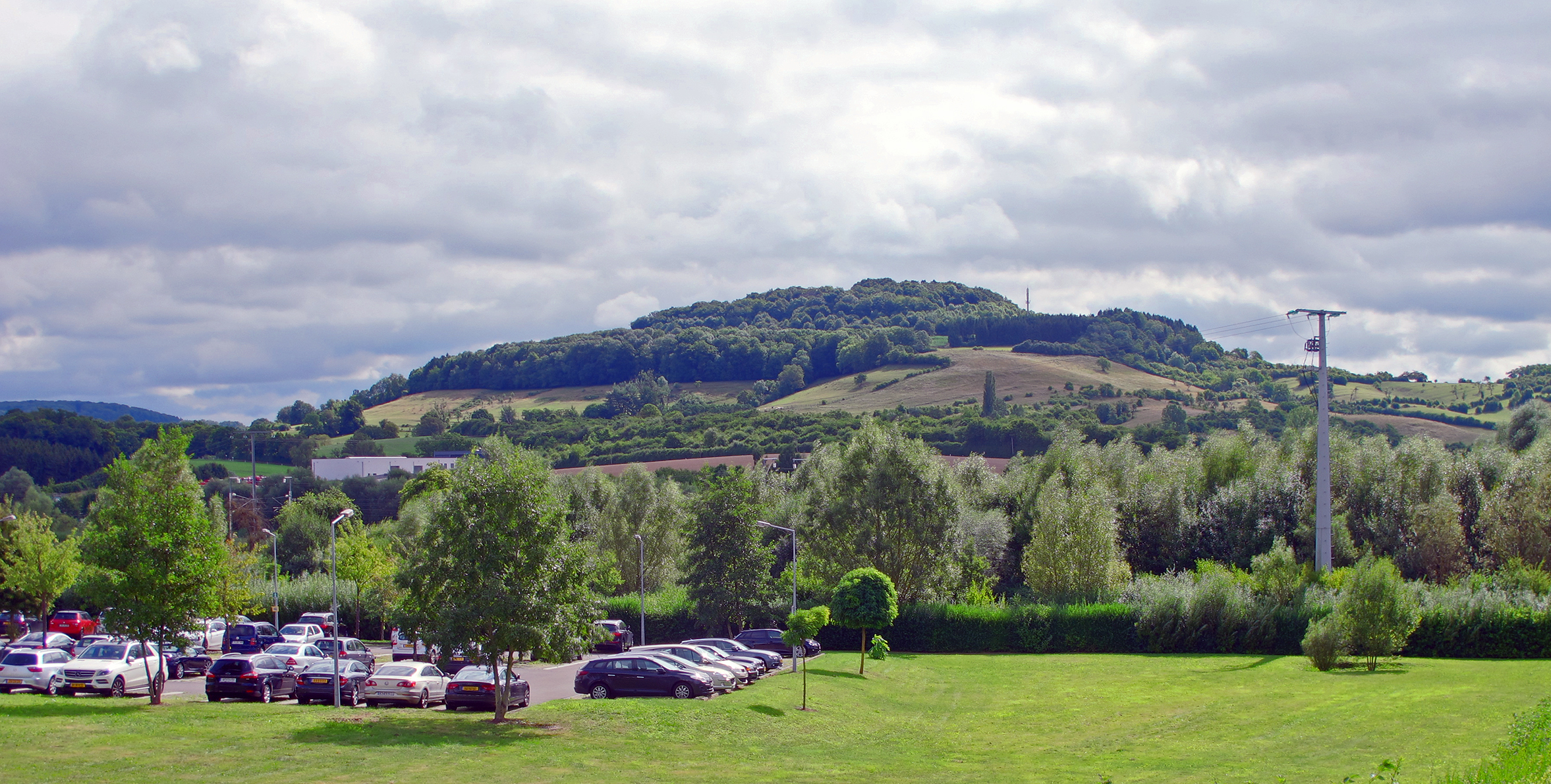
De Krékelsbierg op de grens van de gemeenten Betzdorf en Schuttrange